# Ждиња вас
Ждиња вас (словен. Ždinja vas) је насељено место у општини Ново Место, регија Југоисточна Словенија, Словенија.

## Историја
До територијалне реорганизације у Словенији била је у саставу старе општине Ново Место.

## Становништво
У попису становништва из 2011. Ждиња вас је имала 207 становника.
| Број становника према пописима | Број становника према пописима | Број становника према пописима |
| ------------------------------ | ------------------------------ | ------------------------------ |
| 1991                           | 2002                           | 2011                           |
| 170                            | 193                            | 207                            |

Напомена: Године 2001. извршена је мања размена територија између насеља Ново Место и Ждиња вас, а 2008. године између насеља Тршка Гора и Ждиња вас. Године 2010. умањена за део насеља који је припојен насељу Ново Место.